# Jean-Marie Cieleska
Jean-Marie Cieleska (né le 19 février 1928 à Pompey et mort le 15 mai 1998 à Bourges) est un coureur cycliste français qui remporte Bordeaux-Paris en 1958. D'origine polonaise, de Jarosław, situé au sud-est de la Pologne, son nom exact est Jean-Marie Cieliszka.
Il a été, au même titre que Bourlon, Dussault, Graczyk, Meunier et d'autres, l'un des acteurs de l'âge d'or du cyclisme en Berry entre les années 1940 et 1960[réf. nécessaire].

## Biographie
Né de parents polonais d'origine modeste, Jean-Marie Cieleska a vécu longtemps en Berry. Il s'installe au début des années 1950, avec sa femme Jacqueline, à Saint-Florent-sur-Cher, tout près de Bourges.
Jean-Marie Cieleska se reconvertit dans le revêtement de sol, métier que reprendra ensuite son fils unique, Pascal Cieliszka. Il a également deux petites-filles, Camille et Clémence.
L'orthographe du nom Cieliczka a été maintes fois déformée par les journaux sportifs et locaux ainsi que par l'état civil. Cieliczka est devenu tour à tour Cieleska, Cielisczka, et Cieliszka.
En 1988, Jean-Marie Cieleska est opéré à Tours d'un adénome hypophysaire.
Il décède des suites d'une crise cardiaque, le 15 mai 1998 à Bourges.

## Palmarès
- 1950
  - 3e du Circuit des Deux Ponts
- 1951
  - 2e des Boucles de la Seine
  - 2e du Circuit Loire-Océan
- 1952
  - 2e du Circuit Loire-Océan
  - 3e du Circuit de l'Indre
- 1953
  - Circuit du Cher
  - Tour du Loiret
  - 2e du Circuit boussaquin
  - 3e du Circuit des Deux Ponts
- 1954
  - 2e des Boucles de la Seine
  - 3e du Circuit du Cher
- 1955
  - Paris-Camembert
  - Classement général du Circuit du Morbihan
  - Paris-Bourges
  - Tour du Loiret
  - 3e du Grand Prix d'Espéraza
  - 3e de Paris-Tours
- 1956
  - Paris-Valenciennes
  - Grand Prix d'Espéraza
  - 2e du Grand Prix Catox
  - 3e de Bordeaux-Paris
- 1957
  - Tour du Loiret
  - 2e du Circuit de l'Indre
  - 3e de Paris-Valenciennes
- 1958
  - Bordeaux-Paris
- 1959
  - Grand Prix d'Espéraza
- 1960
  - Boucles du Bas-Limousin
- 1961
  - 3e du championnat de France indépendants

## Résultats sur le Tour de France
4 participations
- 1951 : abandon (15e étape)
- 1952 : abandon (8e étape)
- 1954 : 46e
- 1955 : 47e